# Ibn Arabi
Pour les articles homonymes, voir Arabi.
Ne doit pas être confondu avec Abu Bakr Ibn al-Arabi.
Ibn ‘Arabī (nom complet: Muhyī al-dīn Abū ‘Abd Allāh Muhammad bin ‘Alī bin Muhammad bin Ahmad bin ‘Abd Allāh bin al-‘Arabī al-Tā’ī al-Hātimī al-Andalusī — en arabe : محيي الدين أبو عبد الله محمد بن علي بن محمد بن أحمد بن عبد الله بن العربي الطائي الحاتمي الأندلسي), né le 26 juillet 1165, à Murcie, et mort le 16 novembre 1240, à Damas est un ouléma, théologien, juriste (faqīh), poète, soufi, métaphysicien et philosophe (faylasûf) arabo-andalou,,, auteur d'environ 850 ouvrages.
Son œuvre domine la spiritualité islamique depuis le XIIIe siècle, et il peut être considéré comme le pivot de la pensée métaphysique de l'islam. Il est le plus grand penseur de la doctrine ésotérique du Wahdat al-wujud (« Unicité de l'Être »). Il eut quelques ennemis dans le domaine exotérique. Dans l'ésotérisme islamique, il est considéré comme le « sceau de la Sainteté ». Selon certains auteurs, Dante Alighieri, dans la Divine Comédie, aurait été influencé par son œuvre.

## Nom et titres
On emploie en général le nom Ibn 'Arabī plutôt que Ibn al-'Arabī, alors que ce dernier est plus exact. Deux raisons à cela : d'une part, son enseignement s'est répandu dans les mondes turc et persan, où on laissait volontiers de côté l'article arabe « al » quand on reprenait un nom ;  d'autre part, cela permet de le distinguer de son contemporain andalou Abû Bakr Muhammad Ibn al-'Arabî (m. 1148), également bien connu,.
Il porte le titre de Muhyī al-dīn, « vivificateur de la religion », et il est également appelé « al-Sheikh al-Akbar » (« le plus grand maître », en arabe). Dans l'Europe médiévale, il est connu comme le Doctor Maximus. On le surnomme aussi Ibn Aflatûn, « fils de Platon »,.

## Biographie

### Ancêtres, famille et enfance
Ibn Arabi est né à Murcie, dans la taïfa de Murcie, le 26 juillet 1165 (ou le 6 août selon d'autres sources), dans une des plus anciennes familles arabes de l'Espagne musulmane. Ses ancêtres et son père étaient membres de la tribu yéménite de Tayy, dont les premiers à venir en Andalousie arrivèrent avec la vague de conquêtes de 712  ; par ailleurs, Ibn Arabi relève dans plusieurs poèmes qu'il descendait, du côté de son père, du poète de l'Arabie préislamique Hatem at-Ta'i. Il semble acquis aujourd'hui que le père d'Ibn Arabi « était d'une famille de militaires au service de ceux qui gouvernent le pays ». Sa mère venait d'une noble tribu berbère avec des liens forts avec le Maghreb. Al-Arabi mentionne son oncle maternel, Yahya ibn Yughman, qui était à un moment donné un riche prince de la ville de Tlemcen, mais avait quitté cette position pour mener une vie de spiritualité après avoir rencontré un mystique soufi.
À Murcie, le père du petit Muhammad (qui est son unique fils) exerce des charges militaires. En 1172, les Almohades conquièrent la ville, et le père émigre bientôt à Séville, où il se met au service de cette dynastie. Le jeune Ibn Arabi connaît dès lors une enfance heureuse. Il aime chasser et jouer au soldat, et son avenir semble clair : il embrassera la carrière des armes.

### Le tournant spirituel
Alors qu'il a environ quinze ans, une expérience très forte pousse le jeune homme à quitter l'armée et entrer dans la Voie : il rapporte avoir vu à la mosquée de Cordoue un prince prier et se prosterner avec beaucoup d'humilité. Il lui apparaît alors que « si un tel personnage, qui n'est pas moins que le souverain du pays, se montre soumis, humble et se comporte de la sorte avec Dieu, c'est que le monde n'est rien ! Je le quittai le jour même — jamais je ne le revis — et m'engageai dans la Voie. » Si l'on ne peut déterminer le nom exact du prince et la date précise de cet événement, il n'en reste pas moins que l'épisode constitue un point de rupture dans la vie tranquille du jeune homme : désormais, il choisit Dieu.
À cela va s'ajouter un nouvel événement important (postérieur à l'épisode la mosquée): son père organise une rencontre entre son fils et le philosophe aristotélicien Averroès (Ibn Rushd) à Cordoue. Au cours de cette entrevue, Ibn Rushd reconnaît la réalisation spirituelle du jeune homme. Dans Les Illuminations de La Mecque, Ibn  Arabi raconte avoir à nouveau rencontré Averroès lors d'une vision. En 1198, il assistera à ses funérailles, à Cordoue.
Ce choix de Dieu se traduit par le renoncement à tout ce qui faisait la vie d'Ibn Arabi : l'armée, ses compagnons, ses biens. Il quitte le monde et se retire, selon un de ses biographes, dans une grotte au milieu d'un cimetière. Il y restera plus d'un an. C'est donc un retournement complet dans lequel il se retrouve désormais face à face avec Dieu : « Je me suis mis en retraite avant l'aurore et je reçus l'illumination avant que le soleil ne se lève (...) Je demeurai en ce lieu quatorze mois et j'obtins ainsi les secrets sur lesquels j'écrivis ensuite; mon ouverture spirituelle, à ce moment, fut un arrachement extatique. » Il y a là une rupture radicale, qu'Ibn Arabi souligne vigoureusement en qualifiant sa vie antérieure de jâhiliyya (ce mot jâhiliyya désigne l'état d'ignorance dans lequel se trouvaient les Arabes avant la révélation de l'islam fait à ce peuple par Mahomet).
Ibn ʿArabi se forme lui-même aux différentes formes des sciences islamiques et acquiert des connaissances considérables par la lecture des œuvres de plusieurs maîtres. Adolescent, il suit l'enseignement de l'amie de sa mère, Fatima bint al-Muthanna, qu'il considère comme sa « mère spirituelle » et il est particulièrement marqué par une autre femme soufie, Shams Umm al-Fuqarâ (« Shams la mère des pauvres »),.
Son érudition ainsi que le rang de son père lui permettent de devenir secrétaire à la chancellerie de Séville. Il épouse alors une jeune fille d'une famille andalouse renommée, Maryam bint 'Abdun qui représente pour lui « l'idéal de la vie spirituelle ».
À l'âge de 25 ans, il est frappé par une maladie qui le conduit au bord de la mort. Il renonce alors à son existence de lettré et de haut fonctionnaire et s'oriente vers la voie spirituelle (tariqa). Cette transformation débute par une retraite de neuf mois sous la direction du maître spirituel Abu Djaʿfar al-'Urayni. Ibn ' Arabi oriente dès lors sa vie vers l'approfondissement des études métaphysiques, et il rencontrera plusieurs maîtres spirituels.
En 1196 à Fès, âgé de 31 ans selon la tradition, il a la révélation du « sceau de la sainteté muhammadienne ». Il dit avoir reçu les « Gemmes de la sagesse » d'un trait, réveillé une nuit par Mahomet. La sagesse est représentée par une pierre dont la forme représente la Tradition ; alors que la pierre est la même pour tous, elle est taillée différemment selon les formes prophétiques dictées à Abraham, Jésus ou Mahomet.

### Voyages

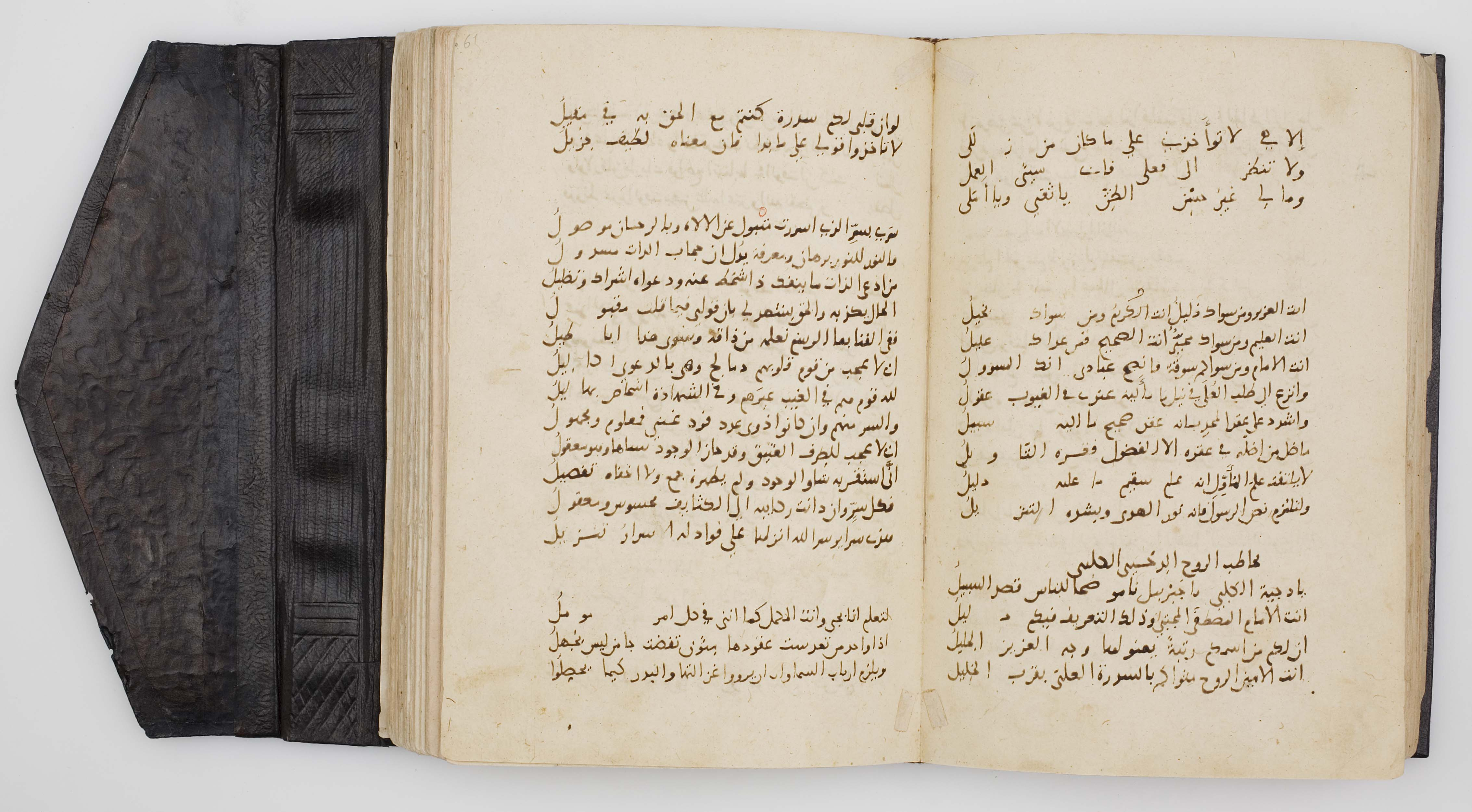
Manuscrit du volume quatre (sur six) du Diwân d'Ibn Arabi. Il est sans doute autographe. Collections Khalili.

En 1200, Ibn ʿArabi quitte définitivement l'Andalousie et entame un périple oriental, qui durera jusqu'en 1223, date à laquelle il s'installe à Damas. Éric Geoffroy note que pour Ibn Arabi, la pérégrination permet de se rapprocher de Dieu.
En 1202, il arrive à La Mecque. Il connaît une théophanie en la personne de Nizhâm (« Harmonie »), fille de la famille qui l'accueille. D'après Henry Corbin, « la jeune fille fut pour Ibn ʿArabi ce que Béatrice fut pour Dante ; elle fut et resta pour lui la manifestation terrestre, la figure théophanique de Sophia aeterna ([Sagesse éternelle]) ». En 1203, il écrit la première version des Illuminations de La Mecque (ou : Illuminations mecquoises : Futûhât al-Makkiyâ), son maître ouvrage.
En 1204, il quitte les lieux saints et entame « une longue errance à travers l'Orient », en compagnie de Majd al-Dîn Rûmi, le futur père de Sadr al-Dîn al-Qûnawî (1207 (?) - 1274) qui sera le principal disciple d'Ibn Arabi. En chemin vers l'Anatolie, il fait étape à Bagdad et à Mossoul, où il suit l'enseignement du maître soufi ʿAlî ibn Jâmiʿ. Il reçoit de celui-ci le manteau, jadis reçu de Khezr lui-même. Il arrive à Konya en 1205, mais reprend bientôt son errance à travers l'Égypte, l'Irak, la Palestine et le Hijâz. C'est ainsi qu'il est au Caire en 1207, où il est arrêté par les docteurs de la Loi (oulémas). Libéré grâce à ses relations, il quitte la ville pour retourner à la Mecque, où il retrouve Sophia aeterna.
En 1216, il retourne à Konya pour un séjour de plusieurs années. Ce retour est probablement dû au décès de Majd al-Dîn Rûmi, le père de Sadr al-Dîn al-Qûnawî (1204-1275) qui sera le principale disciple d'Ibn Arabi. Différentes sources arabes et persanes mentionnent qu'Ibn Arabi a alors épousé la veuve de Majd al-Dîn et qu'il a pris en charge son éducation.

### Damas

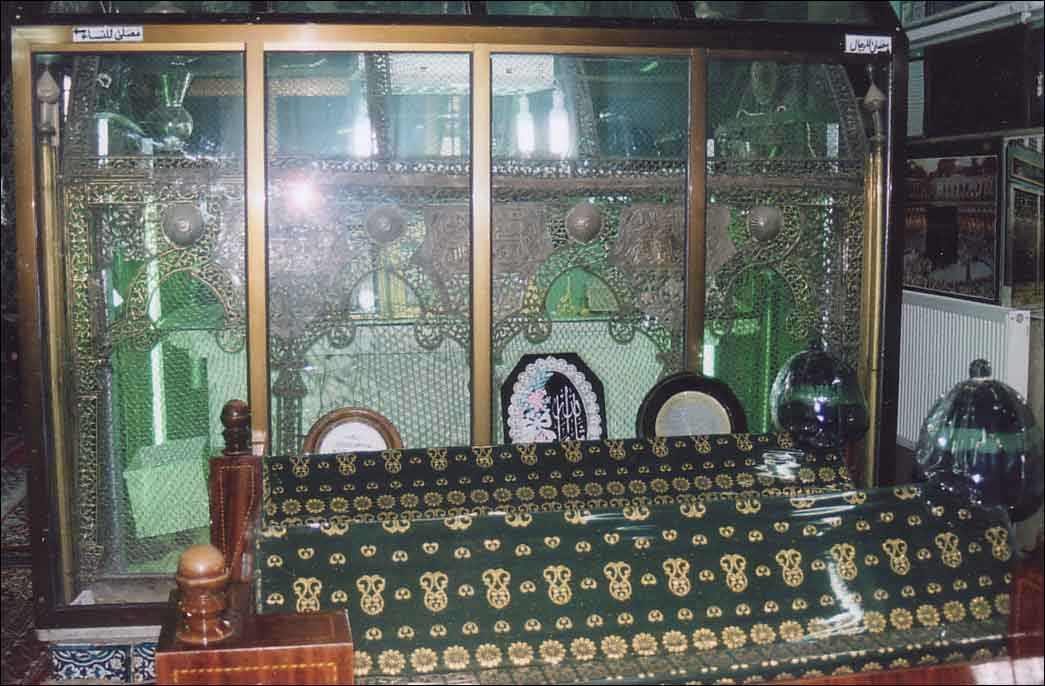
Le monument funéraire d'Ibn Arabi, dans la partie vitrée. Damas, Mosquée et mausolée du Sheikh Muhiy al-Dîn.

En 1223, il arrive à Damas où il s'établit et restera jusqu'à sa mort en 1240. Il consacre les années qui lui restent à l'écriture et à ses disciples. Il termine, en décembre 1231, la première rédaction des Illuminations de la Mecque. En 1234, il décide de revoir ce texte et entame la seconde rédaction des Illuminations, entièrement écrite de sa main, qu'il termine en 1238. Il dédie les trente-sept volumes de cette édition autographe à son disciple Sadr al-Dîn al-Qûnawî. Il poursuit aussi son travail sur le Recueil des connaissances divines (« Diwân al-Ma'ârif »), ainsi que les Fusûs al-hikâm (« les gemmes de la sagesse »), à quoi s'ajoutent vingt-cinq autres ouvrages,.
Il est enterré dans une crypte, dans le quartier de Salahiye, au pied du Mont Qassioun (en). En 1518, deux ans après la conquête de Damas par les Ottomans, le sultan Sélim Ier fit édifier un mausolée et une madrasa (école coranique) au-dessus de cette crypte.

### Famille
Ibn Arabi a eu deux sœurs (mais pas de frère), auxquelles il semble avoir été très attaché, à en croire une de ses lettres. Par ailleurs, selon des mentions que l'on trouve dans les Illuminations, il a eu au moins deux épouses. Il a peut-être épousée la première à Séville, une femme du nom de Maryam bint Muhammad b. 'Abdûn al-Bijâ'i, qu'il qualifie de « sainte femme » et qui partageait ses aspirations spirituelles. La deuxième épouse dont nous avons le nom est Fâtima bint Yûsuf b. Yûsuf Amîr al-Haramayn, avec qui il a eu un fils, Muhammad 'Imâd al-Dîn) (m. en 667 h. / 1268-1269).

## Pensée
L'œuvre d'Ibn 'Arabi est considérée[Par qui ?] comme le sommet de l'ésotérisme islamique. Elle marque de ce fait une date dans l'histoire de ce courant. Il la présente comme la somme la plus complète et systématique de l'ésotérisme musulman. Des auteurs occidentaux comme René Guénon ou Frithjof Schuon la considèrent comme une des expressions  privilégiées de la philosophia perennis. Selon Roger Deladrière, Ibn 'Arabi est l'auteur de « l'œuvre théologique, mystique et métaphysique la plus considérable qu'aucun homme ait jamais réalisé ».
Cette œuvre de 846 ouvrages, répertoriés par Osman Yahia dans son Histoire et classification de l'œuvre d'Ibn ’Arabi, traite de toutes les sciences religieuses islamiques : celles de la Charia ou Loi exotérique temporelle (Coran, Sunna ou Tradition de Mahomet, droit) ; celles de la Haqîqa ou Vérité métaphysique et ésotérique et celle de la Tarîqa, c’est-à-dire la voie spirituelle et exotérique menant à la « réalisation » de la Vérité. Dans Mawâqi' al-Nujûm (Les Lieux du couchant des étoiles), écrit en 1198, il explicite les trois étapes de la voie. À partir de la sharî'a, religion littérale, la pratique du ta'wîl, exégèse symbolique et ésotérique, permet d'atteindre la Vérité mystique. 
Henry Corbin le considère comme « un des plus grands théosophes visionnaires de tous les temps ». L'œuvre est d'un abord difficile, car, malgré son étendue immense, elle est souvent rédigée dans un style elliptique et très concis appelant le commentaire.
Pour Ibn  Arabi, la voie mystique n'est ni rationnelle ni irrationnelle : l'esprit s'échappe des limites de la matière. Contrairement à la philosophie (falsafa), elle se situe hors du domaine de la raison, comme le pensait aussi Tertullien[réf. nécessaire]. La vision d'Ibn ’Arabi est celle d'une rencontre entre l'intelligence, l'amour et la connaissance. Ibn  ’Arabi se situe intellectuellement dans la lignée de Al-Hallaj qu'il cite à de nombreuses reprises : il estime que les véritables fondements de la foi se trouvent dans la connaissance de la science des Lettres ('Ilm Al-Hurûf). Selon lui, la science du Coran réside dans les lettres placées en tête des sourates, conception que l'Islam doctrinal actuel n'admet cependant pas. Aussi l'œuvre d'Ibn ’Arabi demeure-t-elle marginalisée, aujourd'hui encore, par l'orthodoxie islamique[réf. nécessaire].
Pour Marie-Thérèse Urvoy, la pensée d'Ibn Arabi se juxtapose à la charia sans la contredire : ainsi, Ibn Arabi narre-t-il comment il a contraint le sultan de Konya à imposer les signes de la dhimmitude aux « Gens du Livre » alors qu'il les voyait se promener dans la ville sans les marqueurs de leur catégorie confessionnelle.

### Le «Trésor caché»

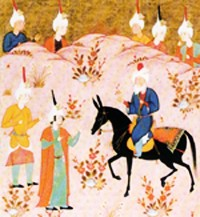
Ibn 'Arabi avec des disciples. Miniature persane, fin du XVIe siècle. Bodleian Library, Oxford

Cette notion renvoie au hadîth selon lequel Dieu a dit : « J’étais un Trésor caché et j’ai aimé [ou voulu] à être connu. Alors j’ai créé les créatures afin d’être connu par elles ». Dans ce hadîth la volonté de Dieu d’être connu est véhiculée par le désir et l’amour : « Lorsque Dieu S’est connu Lui-même et a connu le monde par Lui-même, Il l’a créé selon Sa forme. Le monde fut donc un miroir dans lequel Il contemple Son image. Il n’a aimé, en réalité, que Lui-même ». Ce rapport de soi à soi se comprend par le fait que le monde tout entier, connu par Dieu dans Sa science éternelle, n’est que formes épiphaniques pour Sa manifestation (tajallî). En Se manifestant dans ces formes, Il Se connaît et Se contemple et aime la créature en S’aimant Lui-même. Ibn Arabi écrit également : « Ainsi, l’objet de l’amour, sous tous ses aspects, est Dieu. L’Être Vrai en se connaissant Soi-même connaît le monde de Soi-même qu’Il manifeste selon Sa forme. Partant, le monde se trouve être un miroir pour Dieu dans lequel Il voit Sa forme. Il n’aime donc que Soi-même ».

### L'Unicité de l'Être
La théorie de Wahdat al-Wujûd (Unicité de l'Être) a été systématisée pour la première fois par son disciple et gendre Sadr al-Dîn al-Qûnawî.
Ibn  ’Arabi n'a pas dit expressément cette formule, mais il a laissé entendre dans plusieurs textes de son œuvre, notamment Futûhât et Fusûs al-Hikam que « la réalité de l'Être est unique » (Haqîqat al-Wujûd wâhida), et que Dieu est l'Être au sens absolu, le véritable Être, l'Être nécessaire (chez les philosophes) qui conditionne tous les êtres subordonnés et contingents, et n'est conditionné par aucun autre être. La notion de Wahdat al-Wujûd chez Ibn ’Arabi est l'interprétation emphatique et hyperbolique de l'unicité (tawhîd), un pilier de l'islam.
Michel Chodkiewicz, spécialiste d'Ibn Arabi, a montré que l'Épître sur l'Unicité absolue, longtemps attribuée au soufi andalou, est un traité apocryphe dû à Awahad al-dîn Balyânî.

### Les Noms divins
Chez Ibn ’Arabi, Dieu n'est pas connu dans sa Réalité essentielle (Huwa, Allah), mais connu par le biais de ses Noms divins. Ainsi, tous les dons de Dieu à l'égard de la création s'épanchent via les Noms divins. C'est essentiellement la miséricorde divine que Dieu prodigue aux créatures via ses multiples noms tels que ar-rahmân : 
« Allah crée des bienfaits dans al-dunia [le bas-monde] pour le musulman et le non-musulman et crée des bienfaits dans al-akhira (l'au-delà) seulement pour les musulmans et certaines personnes n'ayant pas eu accès au message de l'islam ou mal acquis le message par des musulmans. »

le Dieu est al-ahd, c'est-à-dire il est unique, mais il est aussi al-hak, c'est-à-dire la vérité. Selon Ibn ’Arabi le chemin vers la vérité 'le Dieu 'est aussi nombreux qu'il y en a qui marchent, dans son livre 'La sagesse des prophètes' (Kitâb Fusûs al-hikam) il a donné un conseil de ne pas se limiter à certaines doctrines: 
« Prenez garde de vous confiner à une croyance particulière et de nier tout le reste, car beaucoup de bien vous échapperait - en fait, la connaissance de la verité Al-hak est trop formidable pour être limité à une croyance plutôt qu'à une autre." »

Mais aussi al-adl : 
« Celui qui crée une multitude de degrés méritoires ou de sanctions, abondantes, mais équitables, ceci allant du haut de al-jannah [les futurs lieux de résidence pour les musulmans] au fin fond de naaru-al jahannam [les futurs lieux de sanctions perpétuels pour le non-musulman et un lieu de sanctions temporaires pour certains musulmans]. »
Et al-ghaffâr, « celui qui crée l'effacement des infractions maintes et maintes fois ». D'autre part, les noms divins se reflètent dans la création, ils ne s'y incorporent pas. La thématique du « miroir de la création » dans lequel Dieu se reflète par l'intermédiaire de ses Noms divins intervient pour interdire toute assimilation de l'essence divine avec la substance de la création. L'islamologue Henry Corbin parle à ce propos de « théomonisme ». On pourrait dire que, contrairement au panthéisme qui naturalise Dieu et l'absorbe dans l'immanence, le théomonisme d'Ibn Arabi divinise la nature tout en préservant la transcendance de Dieu et son unicité. Quant à l'homme, sa place particulière et privilégiée au sein de la création provient du fait qu'il est la seule créature récapitulant en lui la totalité des Noms divins.

### L'imagination créatrice
L'imagination chez Ibn Arabi joue un rôle prépondérant, et Henry Corbin a été le premier commentateur d'Ibn Arabi à en parler amplement dans son ouvrage-référence : L'imagination créatrice dans le soufisme d'Ibn Arabi. Ce livre représente une lecture philosophique à vocation phénoménologique pour explorer un thème central, jamais étudié jusque-là. Ce thème est l’imagination qui a donné lieu à l’invention de plusieurs termes connexes comme « imaginal » et « le monde imaginal » ou mundus imaginalis. Le monde imaginal, ou 'âlam al-Mîthâl, est distinct du monde des réalités concrètes comme de celui de l'intellect, mais il se superpose au premier, comme une dimension supplémentaire.
Pour Henry Corbin, la doctrine d'Ibn Arabi, qualifiée de théosophie (sagesse divine) ou d'herméneutique prophétique, se fonde sur un concept qui est la théophanie, présence de Dieu, ou Sa manifestation dans le monde des phénomènes. L'imagination joue un rôle décisif, pour percevoir cette face divine dans les choses et les êtres. L'amour profane est le support de l'amour divin, l'aimé étant le lieu de la théophanie. Cela ne signifie pas que Dieu est incarné dans l'aimé, mais qu'il se révèle dans ce dernier. L'imagination est « créatrice » dans la mesure où celui qui aperçoit Dieu, se voit créé en lui la science de cette divinité incarnée dans le monde. Tout est interprété à la lumière de la théophanie dont l'imagination représente l'organe de perception. Henry Corbin dit : « L'imagination active est essentiellement l'organe des théophanies, parce qu'elle est l'organe de la création et que la création est essentiellement théophanie ». Corbin place le cœur au centre de cette créativité, car il est le seul organe à pouvoir supporter la transmutation de par son changement subit et incessant : « Le cœur est le foyer où se concentre l'énergie spirituelle créatrice, c'est-à-dire théophanique, tandis que l'imagination en est l'organe ».
De ce point de vue, Corbin place l'imagination au centre de toute création et cogitation. Il n’y a pas de connaissance, ni de dévoilement, ni d'interprétation d'ailleurs sans l'imagination qui est, avant tout, créativité.

### L'homme parfait
L'homme, pour Ibn Arabi, est l'image parfaite de la création accomplie : « Qui t'a créé, puis modelé et constitué harmonieusement ? Il t'a façonné dans la forme qu'Il a voulue » (Coran, Sourate 82, verset 7-8). L'image extérieure de l'homme ressemble dans une certaine mesure au monde et à ses dimensions macrocosmiques. Ses facultés intérieures (l'intellect, l'imagination, etc.) ont une similitude avec les sphères supérieures. Cette ressemblance extérieure et intérieure est constamment évoquée dans plusieurs chapitres des Futûhât, ainsi que Mawâqi' al-Nujûm (Le Couchant des étoiles) et Tadbîrât al-Ilâhiyya (Les Dispositions divines). Avant Ibn Arabi, plusieurs philosophes, comme les Frères de la pureté et Ibn Sina, ont systématisé dans leur métaphysique la face humaine de l'univers et l'aspect cosmologique de l’homme.
Ibn Arabi entend par l'homme un degré élevé et distingué, celui de l'homme parfait (le Qotb, le Pôle), qui possède le savoir philosophique et connaît l'expérience mystique. La perfection humaine est liée à l'image divine qui procure les secrets ésotériques pour agir sur la créature. En outre, la présence de l'homme dans la créature contribue à la perfection de son image. L'homme parfait se distingue de l'homme ordinaire (Ibn Arabi dira l'homme-animal, du fait de la ressemblance anatomique et physiologique) par l'appropriation des Noms divins en ayant la volonté créatrice et le commandement du monde. Par ailleurs, l'homme parfait se distingue par l'énergie spirituelle ou l'aspiration (en arabe : himma) qui est son instrument de création. Elle représente, chez l'homme animal, le côté manuel dans ses fabrications et ses dispositions.
Outre l'appartenance à l'entité spirituelle, l'homme parfait se distingue aussi par la succession ou la lieutenance (Khilâfa). Il est ainsi vicaire (khalîfa) et successeur (nâ'ib) par le fait qu'il maîtrise la totalité des Noms et qu'il est une copie abrégée de la réalité cosmique et métaphysique. Ce verset nous enseigne cette vérité : « Et Il apprit à Adam tous les noms » (Coran, sourate 2, verset 31).
Si Dieu s'est qualifié de trésor caché, c'est qu'Il est dérobé derrière la forme de l'homme parfait et se manifeste par sa théophanie dans cette forme parfaite. En étant le lieu épiphanique, l'homme parfait se connaît soi-même et connaît son Seigneur qui apparaît en lui, contrairement à l'homme animal qui connaît les réalités supérieures par l'intermédiaire de preuves cosmiques et de signes érigés dans le monde. La méditation de ces signes ne dépasse pas chez lui le seul effort spéculatif. L'homme parfait contemple plutôt ces signes en lui et extrait les perles du trésor caché dans son âme. Il associe ainsi la méditation et la contemplation. Cet effort de contemplation culmine dans l'expérience des différentes modalités de la Présence (Hadarât) divine. L'homme parfait ou universel est celui qui parvient au seuil de la « Présence Totale » (al-hadarat al-jâm'iyah) qui englobe toutes les autres formes de présence et les récapitule, actualisant et intégrant d'un point de vue existentiel les qualités infinies que les Noms divins recèlent du point de vue principiel.

## L'œuvre poétique
S'il est plus connu pour ses ouvrages en prose que pour sa poésie, Ibn Arabi a néanmoins laissé une œuvre poétique très importante. Il est en effet l'auteur d'au moins deux recueils complets : l'un est intitulé Tarjumân al-Ashwâq ou L'Interprète des désirs ; l’autre, sans titre, regroupe des poèmes variés et traitant de nombreux thèmes. Les Futuhât sont également parsemés de poésie. Dans L'Interprète des désirs, l'amante, bien que manifestée dans un support réel, est toujours l'allégorie d’un amour se rapportant ultimement à Dieu. C'est le cas dans cet extrait du Poème XX de ce même recueil :
De son regard dolent, mon mal d’amour procède.
À mon cœur, l’évoquant, portez un doux remède !
Ce ramier ânonnant sa plaintive élégie
Depuis l’ouche, ravive en moi la nostalgie !
Je donnerais mon sang pour cette jouvencelle,
Qui fuyant des douars la jalouse tutelle,
Et qui se soustrayant aux courtisanes prudes,
Paradait, adoptant une snobe attitude !
De son astre, le fard comblait l’azur une heure,
Embrasant, au déclin, l’horizon de mon cœur.
Ibn Arabi écrit dans le même ouvrage:
Mon cœur est devenu capable de toutes les formes :
il est un pâturage pour les gazelles et un couvent pour les moines chrétiens,
et un temple pour les idoles et la Ka'bah des pèlerins
et les tables de la Torah et le livre du Coran.
Je suis la religion de l'Amour : quel que soit le chemin que prennent les chameaux de l'Amour,
c'est ma religion et ma foi.

## Influence
L'influence d'Ibn Arabi dans l'histoire de la spiritualité islamique est immense. Non seulement elle comprend l'école d'Ibn Arabi elle-même, mais elle s'étend à de nombreuses confréries soufies telles que la Chadhiliyya, la Khalwatiyya, la Mawlawiya (les fameux Derviches tourneurs), la Chichtiya, toujours vivantes aujourd'hui. Le concept de wahdat al-wujud (« unicité de l'être ») occupe une place importante dans l'islam alevi bektachi et dans la philosophie islamique. Au-delà du soufisme, les œuvres d'Ibn ’Arabi ont été méditées et commentées par de nombreux mystiques et théosophes persans d'obédience chiite[Lesquels ?]. Osman Yahia a recensé 130 commentaires perses des seuls Fosûs. Plus tard encore, son influence s'étendra lorsque se produira la jonction de cette école avec l'Ishraq de Sohrawardi et la théosophie chiite des Saints Imams (Haydar Amoli, Ibn Abi Jomhur, Molla Sadra Shirazi).
Il a pu avoir une influence sur la pensée d'Ar-Razi. Alors que ce dernier vivait une période de doute, Ibn Arabi lui a écrit une lettre pour l'encourager à entrer dans la voie du soufisme. Il est difficile de mesurer l'effet que cette épître a pu avoir sur la doctrine d'Ar-Razi.
Malgré un aussi grand nombre d'adeptes et de défenseurs prestigieux aussi bien sunnites que chiites, l'œuvre d'Ibn Arabi fut l'objet de violentes critiques tout au long de l'histoire, de la part de théologiens comme Ibn Taymiyyah), et plus tard du wahhabisme saoudien. Les docteurs wahhabites reprochent à Ibn Arabi d'utiliser le vocabulaire de l'amour pour parler de notre rapport à Dieu, ce qui est, selon eux, sacrilège. Ils rejettent également la doctrine de l'unicité de l'être (wahdat al-wujud), résumée ainsi : il n'y a que Dieu qui existe (ou encore : le monde est le miroir de Dieu), car ils considèrent (à tort selon les disciples d'Ibn ’Arabi[Lesquels ?]) que c'est une forme de panthéisme supprimant la transcendance de Dieu.
Ibn Arabi a influencé toutes les turuq de l'ésotérisme islamique, et est relié directement ou indirectement, en tant que « sceau de la Sainteté », à chacune des silsilah orthodoxes en islam[réf. nécessaire].
Il est également abondamment commenté par l'émir Abd el-Kader dans son Livre des Haltes.

## Ouvrages
C'est à l'Espagnol Miguel Asin Palacios ainsi qu'à Louis Massignon et Henry Corbin que l'on doit la découverte des ouvrages d'Ibn ’Arabi[réf. nécessaire]. Grâce à ces trois chercheurs, l'enseignement du Maître de Murcie s'est fait connaître en Occident. Le premier auteur à avoir traduit en français des traités d'Ibn 'Arabi fut cependant le peintre suédois Ivan Aguéli (en Islam 'Abdul Hâdî), traités publiés dans la revue d'ésotérisme La Gnose en 1910-1911. Michel Vâlsan (en Islam Mustafâ 'Abd al-Azîz), en traduisît d'autres dès la fin des années 1940, publiés dans la revue Études Traditionnelles. Michel Chodkiewicz, ancien directeur d'études à l'École des hautes études en sciences sociales et spécialiste du soufisme, édita à partir des années 1980 plusieurs extraits de l'œuvre du Maître ainsi que des études sur son œuvre, dont certaines remettent en cause tel ou tels aspect de la présentation qu'en firent jadis Louis Massignon et Henry Corbin,,.

### Traductions en français
- Les Soufis d'Andalousie, trad. en anglais de R.W.J. Austin; version française de Gérard Leconte, Paris, Sindbad, 1982. Rééd. Albin Michel, coll. « La Bibliothèque spirituelle », 1995
- La Niche des lumières. 101 saintes paroles prophétiques, trad. Muhammad Vâlsan, Paris, Les éditions de l'Œuvre, 1983  (ISBN 2-904011-02-1).
- Le Livre de l'Extinction dans la Contemplation (Kitâb al-fanâ fî l-mushâhada), trad. Michel Vâlsan, Paris, Les éditions de l'Œuvre, 1984.
- Le Traité de l'Amour, (ch. 178 des Al-Futûhât al-Makkiya, Illuminations de La Mecque), trad. Maurice Gloton, Paris, Albin Michel, coll. « Spiritualités vivantes », 1986.
- Le Traité de l'Unité d'Awhad al-Din Balyani, attribué à tort à Ibn ’Arabi (texte en ligne sur Wikisource).
- Voyage vers le Maître de la Puissance. Manuel soufi de méditation (Traité sur les lumières dans les secrets accordés à celui qui entreprend la retraite. Risalat-ul-anwar fima yumnah sahib al-khalwa min al-asrar), trad. de la version anglaise par Corine Derblum, Monaco, Éd. du Rocher, 1994 et Pocket, 1994 [1987].
- Les Illuminations de La Mecque : The Meccan Illuminations (Sous la direction de Michel Chodkiewicz, avec la collaboration de William C. Chittick, Cyrille Chodkiewicz et Denis Gril, James W. Morris), Paris, Sinbad, coll. « Islam », 1988, 661 p. (ISBN 978-2-727-40176-6)
- Les Illuminations de La Mecque ( Al-Futûhât al-Makkiyya, 1203-1238) (Textes choisis, présentés et traduit de l'arabe par Michel Chodkiewicz, avec la collaboration de Cyrille Chodkiewicz et Denis Gril), Paris, Albin Michel, coll. « Spiritualités vivantes », 1997, 353 p. (ISBN 978-2-226-18311-8)Ce volume ne reprend que les traductions en français de l'édition Sinbad, 1988.
- La Sagesse des prophètes  (Kitâb Fusûs al-hikam), trad. intégrale par Charles-André Gilis, Paris, Al-Bouraq, 1999. 
  - La Sagesse des Prophètes, trad. partielle et par notes par Titus Burckhardt, Albin Michel, coll. « Spiritualités vivantes », 1974, réed. 2008.
  - Les chatons des sagesses et les demeures des paroles, trad. intégrale et présentation par Paul Ballanfat, Paris, Éd. de l'Éclat, 2020. [présentation en ligne]
- L'Alchimie du Bonheur parfait, ch. 167 des Illuminations de La Mecque, Berg International, 1981,   (ISBN 2-900269-17-2).
- L'Interprète des désirs ardents (Tardjumân al-ashwâq), trad. M. Gloton, Paris Albin Michel, coll. « Spiritualités vivantes », 1996. Autre traduction, partielle : Le Chant de l'ardent désir, trad. Sami Ali, éd. Sindbad, Paris, 2006  (ISBN 2-7427-6502-6) (BNF 40929648).
- L'Arbre du Monde, trad. Maurice Gloton, Paris, Les Deux Océans, 2000 [1982].
- La production des cercles (Kitâb inshâ' ad-dawâ'ir al-ihâtiyya), édition du texte arabe Nyberg, trad. et introduction Paul Fenton et Maurice Gloton, Paris, Éd. de l'Éclat, 1996.
- Le livre de l'arbre et des quatre oiseaux (Risâlat al-ittihâd al-kawnî), trad. Denis Gril, Paris, Les Deux Océans, 1984.
- La prière du jour du vendredi : extrait du chapitre 69 des Al-Futūhāt al-Makkiya, trad. Charles-André Gilis, Paris, al-Bustane, 1994  (ISBN 291085602X).
- Les trente-six attestations coraniques de l'unité, trad. Charles-André Gilis, Paris, al-Bustane, 1994  (ISBN 2910856011).
- Le Dévoilement des effets du voyage (Kitâb al-isfâr 'an natâ'ij al-asfâr), édition du texte arabe, traduction, introduction et notes de Denis Gril, Éditions de l'Éclat, 1994, texte en ligne.
- La Vie merveilleuse de Dhû-l-Nûn l'Égyptien (al-Kawkab al durrî fî manâqib Dhi l- Nûn al-Misrî), trad. Roger Deladrière, éd. Sindbad, Paris, 1994  (ISBN 2-7274-0157-4) (BNF 35027320).
- La profession de foi (Tadhkirât al-khawâçç), trad. Roger Deladrière, Paris, Sindbad, 1988 (ISBN 2-7274-0196-5) (BNF 36207964). Rééd. Arles, Actes Sud, 1995 et Albin Michel, coll. « La Bibliothèque spirituelle », 1995
- Le Livre des contemplations divines (Kitâb Mashâhid l'asrar al-qudsiyya wa matâli' al-anwâr al-filâhiyya), trad. Stéphane Ruspoli, Paris, Sindbad, 1999  (ISBN 2742723935).
- Le Livre des théophanies d'Ibn Arabi : Introduction philosophique, commentaire et traduction annotée du Kitâb al-tajalliyât par Stéphane Ruspoli, Paris, Cerf, 2000
- De la mort à la résurrection, trad. Maurice Gloton, Paris, Al-Bouraq, 2009  (ISBN 9782841613618).
- Les Secrets des noms de Dieu, trad. Pablo Beneito, Paris, Al-Bouraq, 2010  (ISBN 9782841611874).
- Par-delà le miroir, trad. des « awrâd » (litanies) par Abdallah Penot, Paris, Entrelacs, coll. « Hikma », 2012.
- Les cinq piliers de l'islam, traduit par Abdallâh Penot, Editions i, collection Liens, 2018 (ISBN : 978-2-37650-028-5).
- Les secrets de la prière, traduit par Abdallâh Penot et Hamid Redouane,  Editions i, collection Liens, 2022 (ISBN : 978-2-37650-080-3).
- Les secrets du jeûne, traduit par Abdallâh Penot, Editions i, collection Liens, 2023 (ISBN : 978-2-37650-095-7).
- Les secrets du pèlerinage, traduit par Abdallâh Penot, Editions i, collection Liens, 2023 (ISBN : 978-2-37650-107-7).
- Les secrets de l’ablution, traduit par Abdallâh Penot, Editions i, collection Liens, 2023 (ISBN : 978-2-37650-115-2).
- Des Cieux et du commencement de la Création, traduit par Abdallâh Penot, Editions i, collection Liens, 2023 (ISBN : 978-2-37650-118-3).

### Traductions d'extraits sous forme d'anthologie
- Le Maître d'amour, calligraphies de Nja Mahdaoui, présentation de Rodrigo de Zayas, Paris, Albin Michel, 1998. (Calligraphies d'extraits du Traité de l'amour et de L'Interprète des désirs)
- L'Harmonie parfaite d'Ibn Arabi (extraits de L'Interprète des désirs), calligraphies de Hassan Massoudy Paris, Albin Michel, 2001.

## Ibn Arabi dans la culture populaire
La série télévisée turque Diriliş: Ertuğrul relate de manière romancée la vie d'Ertuğrul, père de Osman, le fondateur de la dynastie ottomane, et met en scène le personnage d'Ibn 'Arabi, interprété par Osman Soykut. Elle est diffusée entre 2014 à 2019.